# Сан Микеле ди Ганцарија
Сан Микеле ди Ганцарија (итал. San Michele di Ganzaria) је насеље у Италији у округу Катанија, региону Сицилија.
Према процени из 2011. у насељу је живело 3311 становника. Насеље се налази на надморској висини од 463 м.

## Становништво
Према резултатима пописа становништва 2011. у општини је живело 3.463 становника.
| 1931. | 1936. | 1951. | 1961. | 1971. | 1981. | 1991. | 2001. | 2011. |
| ----- | ----- | ----- | ----- | ----- | ----- | ----- | ----- | ----- |
| 4.417 | 4.502 | 4.944 | 4.702 | 4.876 | 4.718 | 4.766 | 4.749 | 3.463 |